# Törzs Jenő
Törzs Jenő, 1898-ig Bloch Jenő (Budapest, 1887. április 23. – Budapest, Erzsébetváros, 1946. február 2.) színész, író, filmrendező.

## Életpályája

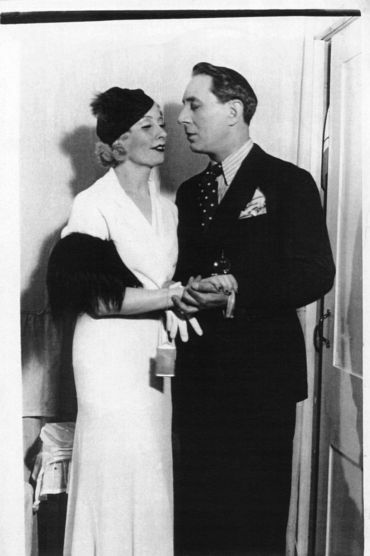
Eisemann Mihály: Egy csók és más semmi. Honthy Hanna és Törzs Jenő (Magyar Színház, 1933)

Törzs (Bloch) Áron Adolf és Weisz Berta Borbála fia. Bloch családi nevét 1898-ban változtatta Törzsre. 1906-ban végzett a Színművészeti Akadémián és a Thália Társaság színpadára került, ahol már ekkor jelentős szerepeket játszott. A következő évben Beöthy László szerződtette a Magyar Színházhoz, amelynek 1923-ig tagja maradt. 1910. június 29-én Budapesten, az Erzsébetvárosban házasságot kötött Forrai Rózsival (Fischer Rozália).
Első nagy sikerét, Edmond Rostand Sasfiókjának Reichstadti hercegével aratta, másik hangos sikere a Hamlet címszerepe volt. Ettől kezdve folyamatosan vezető drámai szerepeket kapott. Innen a Renaissance Színházhoz, a Belvárosi Színházhoz majd a Vígszínházhoz vezetett az útja, de 1926-tól újra a Magyar Színház tagja. Törzs 1928-ban szerződött ismét a Vígszínházhoz, majd 1932-ben visszament a Magyar Színházba, ahol 1941-ig játszott. Ekkor a zsidótörvények miatt kénytelen volt visszavonulni a színpadtól. (Csortos Gyula, aki ekkoriban a Magyar Színházban is játszott, egyik ismerősének állítólag azt mondta, amikor az egy bemutatóján gratulált neki: „Szégyellje magát, hogy olyan színházba jár, ahol nem engedik játszani Törzs Jenőt.”)

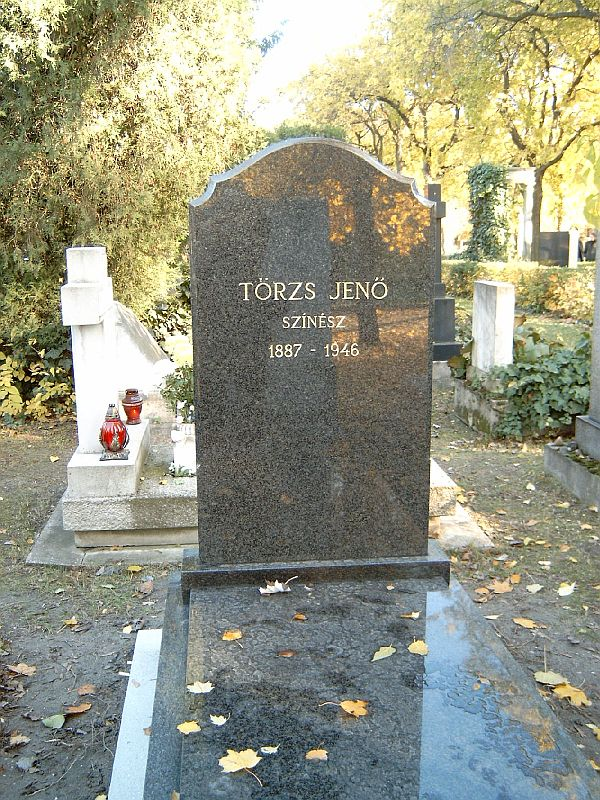
Törzs Jenő sírja Budapesten. Fiumei úti sírkert: 34-2-121.

Törzs 1945-ben szerződést kapott a Nemzeti Színháztól, megrendült egészsége miatt csak egy szerepben tudott színpadra lépni, és az ezt követő évben elhunyt.
Elsősorban színpadi színész volt, nagy prózai szerepeket játszott, hosszú évekig Csortos Gyulával egy színpadon. Bár azonos szerepkörben is feltűntek, ha egy darabban szerepeltek, Csortos legtöbbször Törzs ellenlábasának szerepét kapta.
Játszott bonviván szerepet is, az Aki mer, az nyer című operettben, amelynek szövegét Rejtő Jenő írta, százötvenszer lépett fel Honty Hannával, de alacsony termete miatt a zenés színpadon nem érvényesült igazán. Ez volt az oka annak is, hogy a Nemzeti Színház hosszú ideig nem szerződtette le. Magassága a filmvásznon sokkal könnyebben volt korrigálható, ezért már a korai magyar némafilmekben is feltűnt. Az ezeket követő hangosfilmek szerepeiben (mint például a Meseautó Szűcs Jánosa) már nem csak elegáns megjelenése és színészi játéka, de orgánuma is érvényesült, nem véletlenül vált országos kedvenccé. 26 filmben és mintegy 250 színpadi szerepben tűnt fel.
Gyermekei:
- Törzs Miklós (Budapest, 1911. szeptember 11. – 1974. október)[8][9][10] rendező
- Törzs László (1912. november 22. – 2002.?)[11][9] újságíró
- Törzs Éva (1914. február 14.[9] – 1987. április 6.) festőművész[12]

## Fontosabb színházi szerepei
- Bank (Ibsen: Nóra)
- Ferenc, reichstadti herceg (Rostand: A sasfiók)
- Hamlet (Shakespeare)
- Faust (Goethe)
- Blanco Posnet (Shaw: Blanco Posnet elárultatása)
- Kelemen (Molnár Ferenc: A farkas)
- Peer Gynt (Ibsen)
- Csacsinszky (Szép Ernő: Lila ákác)
- Agárdi Péter (Heltai Jenő: A néma levente)
- III. Richárd (Shakespeare)
- Nyukin (Csehov: A dohányzás ártalmasságáról)

## Filmszerepei
- Sárga liliom (1914) – fiatal nagyherceg
- Az elítélt (1916) – mérnök
- A szentjóbi erdő titka (1917) – Elsner Károly
- Vengerkák (1917) – Wladimir herceg
- Megtisztulás (1917)
- Az Isten fia és az ördög fia (1917–18) – Levi Márton, az Isten fia
- Júdás (1918)
- A napraforgós hölgy (1918, befejezetlen)
- Királynőm, te vagy a napfény (1918)
- Alraune (1918)
- Hivatalnok urak (1918) – Barna Gábor osztályvezető
- Udvari levegő (1918)
- Halálos csönd (1918) – Gyalán György
- Érdekházasság (1918) – Tankréd
- A 111-es (1919)
- Twist Olivér (1919) – Monks
- Ezeréves szépség (1919)
- A lélekidomár I–II. (1919) – Lyonel
- Az aranyszemű hölgy (1920) – Dr. Halten Arthur
- Névtelen vár I–II. (1920)
- Júdás fiai (1920)
- Kísértetek vonata (1933) – Teddy Morrison
- Iza néni (1933)
- Márciusi mese (1934) – Dr. Balla Tamás vezérigazgató
- Meseautó (1934) – Szűcs János, a Központi Bank vezérigazgatója
- Elnökkisasszony (1935) – Kollár, vezérigazgató
- Az okos mama (1935) – Tabódy János, földbirtokos
- Én voltam (1936) – Köhler Ervin, mérnök
- Mámi (1937) – Torday Gábor
- A 111-es (1937) – Joe Selfridge, bűvész
- Fekete gyémántok (1938) – Kaulmann Félix, bankár
- A három csengő (1941) – hotelrecepciós

## Könyve
- Fekete futár (regény, 1920)